# Oddział gospodarczy
Oddział gospodarczy (OG) – jednostka wojskowa będąca dysponentem budżetu państwa III stopnia, prowadząca samodzielną gospodarkę materiałową i finansową jako jednostka budżetowa (np. wojskowy oddział gospodarczy, zarząd infrastruktury wojskowej) albo państwowa osoba prawna (np. uczelnia wojskowa). 
1 kwietnia 1938 roku wszedł w życie przepis „Gospodarka w oddziałach sił zbrojnych” sygn. OG 1938 wprowadzony rozkazem nr 1002/06 Ministra Spraw Wojskowych z 12 marca 1938 roku. Jednocześnie dotychczasową nazwę „jednostka administracyjna” zastąpiono nowym pojęciem „oddział gospodarczy”, który nadal obowiązuje w Siłach Zbrojnych RP.